# Chioselia Rusă
Chioselia Rusa (en rumano: Chioselia Rusă; en gagauzo: Köseli Rus) es una comuna y pueblo de la unidad territorial autónoma de Gagaúzia, al sur de Moldavia.

## Toponimia
El nombre del asentamiento en otros idiomas de importancia en el asentamiento es Ruskaya Kiseliya (en ruso: Русская Киселия; en ucraniano: Кіоселія-Руса).

## Historia
El pueblo de Chioselia Rusa fue fundado en 1891. 

## Demografía
La evolución de la población de Chioselia Rusa entre 2004 y 2014 fue la siguiente:
| 735                          | 692 | 595 |
| (Fuente: Localitati Moldova) |     |     |

Según el censo de 2004, los rumanos representaban el 36,73% de la población; los ucranianos, el 27,48%; los gagáuzos, el 25,17%; los búlgaros de Besarabia, el 6,94%; y los rusos, el 3,13%.